# スペース・スクワッド
- 宇宙刑事シリーズ
  - 宇宙刑事ギャバン THE MOVIE > スペース・スクワッド
  - 宇宙刑事 NEXT GENERATION > スペース・スクワッド
- スーパー戦隊シリーズ
  - 特捜戦隊デカレンジャー > スペース・スクワッド
  - 宇宙戦隊キュウレンジャー > スペース・スクワッド

『スペース・スクワッド』は、2017年夏に発売のオリジナルビデオ作品（東映Vシネマ）。同年6月17日に先行して2作同時に劇場上映された。
本記事では、前日譚『ガールズ・イン・トラブル スペース・スクワッド EPISODE ZERO』のほか、スーパー戦隊シリーズ『宇宙戦隊キュウレンジャー』とのコラボレーション作品『宇宙戦隊キュウレンジャーVSスペース・スクワッド』についても解説する。

## 概要
宇宙規模の警察ヒーローである宇宙刑事シリーズの『宇宙刑事ギャバン THE MOVIE』と『宇宙刑事 NEXT GENERATION』、スーパー戦隊シリーズ『特捜戦隊デカレンジャー』のクロスオーバー作品。また、他のメタルヒーローシリーズからのゲストキャラクターも登場する。
脚本と監督は、『宇宙刑事 NEXT GENERATION』でタッグを組んだ荒川稔久と坂本浩一が担当する。キャラクターデザインの野中剛は、坂本の監督作品『破裏拳ポリマー』からの流れで企画初期から参加した。
本シリーズでは、宇宙刑事シリーズの銀河連邦警察は『デカレンジャー』の宇宙警察内の組織犯罪対策部門と位置づけられている。また、宇宙刑事シリーズ以外のメタルヒーローシリーズも同一の世界に存在するものとして扱われている。

### 制作経緯
『スペース・スクワッド ギャバンVSデカレンジャー』の制作経緯は、『宇宙刑事 NEXT GENERATION』が制作を収め、続編を作ろうという企画が上がる中、『特捜戦隊デカレンジャー 10 YEARS AFTER』の成功を受けて、宇宙刑事シリーズとデカレンジャーのコラボ企画が立ち上がることとなった。『宇宙刑事 NEXT GENERATION』の上映イベントは男性客が多く、『特捜戦隊デカレンジャー 10 YEARS AFTER』は女性客へのアピールに成功していたことから、この2シリーズをコラボさせることとなった。また、坂本が監督をした『仮面ライダーフォーゼ THE MOVIE みんなで宇宙キターッ!』や『仮面ライダー×仮面ライダー ウィザード&フォーゼ MOVIE大戦アルティメイタム』の時点に存在した宇宙鉄人キョーダイン・イナズマン・美少女仮面ポワトリン・アクマイザー3などの石ノ森キャラをリブートさせ集結させる『石ノ森アベンジャーズ』の構想も、『スペース・スクワッド』シリーズに繋がったとされている。ただし、『スペース・スクワッド』シリーズは、『石ノ森アベンジャーズ』ではなく『八手三郎アベンジャーズ』となってしまっていると答えている。『ギャバン』の新作制作は2015年ごろから検討されていたが、坂本のスケジュールの都合により正式に決定したのは2016年に入ってからであった。
先に『ギャバンVSデカレンジャー』の制作が決定し、スピンオフのネット配信作品として『ガールズ・イン・トラブル スペース・スクワッド EPISODE ZERO』の制作が決定した。元々、様々な提案があり脚本が進むも、決定打が出なかったため、以前、坂本が企画を出しGOサインが出る寸前までいった『スーパーヒロイン大戦』の企画を復活させることになった。映画『CUBE』をイメージに置いている。
『宇宙戦隊キュウレンジャーVSスペース・スクワッド』は、『ギャバンVSデカレンジャー』『ガールズ・イン・トラブル』でスーパー戦隊シリーズとメタルヒーローシリーズが両立できる世界観ができた結果と、上記2作品が商業的にも成功した結果とされている。

### 続編構想
坂本浩一監督は、『キュウレンジャーVSスペース・スクワッド』後を描いた作品として、『スペース・スクワッドVSデカレンジャー』でクールギンが登場したため『超人機メタルダー』に触れたいとしている。
坂本浩一監督は、『ウインスペクター』のファイヤーが『キュウレンジャーVSスペース・スクワッド』ラストに登場したことから、レスキューポリスシリーズにも触れたいとしている。レスキューポリスシリーズに関しては、2019年10月30日に行われた第32回東京国際映画祭内の『スペース・スクワッド ギャバンVSデカレンジャー』『宇宙戦隊キュウレンジャーVSスペース・スクワッド』特別上映時のトークイベントにおいて、塚田英明と中野剛も制作したい旨を述べている。なお、同イベントで荒川稔久は、『星雲仮面マシンマン』の続きを妄想しているとも発言している。
また、坂本浩一監督は『ブルースワット』も撮りたいとしている。同インタビューでインタビュアーは、『特捜ロボ ジャンパーソン』のビルゴルディを今の菅田俊で見たいとしている。
マーベルの『アベンジャーズ』やDC『ジャスティス・リーグ』のように、十二使徒との戦いを何作品か重ねた後で、最終作として大集合したヒーローと教祖フメインが対決するのが理想とされている。
大人のファン向けの特撮作品として、『非公認戦隊アキバレンジャー』のような深夜番組や『仮面ライダーアマゾンズ』のようなネット配信などで、『スペース・スクワッド』シリーズや『宇宙刑事 NEXT GENERATION』シリーズを継続したいとも語られている。

## 『スペース・スクワッド ギャバンVSデカレンジャー』
2017年7月19日発売。シリーズ第1弾。2代目宇宙刑事ギャバンと特捜戦隊デカレンジャーの共闘を描く。本編時間は85分。
主演の十文字撃役の石垣佑磨は、両者の考え方の違いがテーマの1つであると述べている。石垣は脚本の打ち合わせにも出席し、芝居の見せ方などに意見を出している。
このほか、初代宇宙刑事ギャバンの一条寺烈、『巨獣特捜ジャスピオン』のマッドギャランもオリジナルキャストで登場する。『デカレンジャー』のテレビシリーズ当時と違い、広島県を活動拠点としている赤座伴番役のさいねい龍二は『特捜戦隊デカレンジャー 10 YEARS AFTER』と同様、東京と広島を往復しての参加となった。
『ギャバン THE MOVIE』と『宇宙刑事 NEXT GENERATION』では描かれなかった烈から撃への「ギャバンの世代交代」が、物語の主軸となっている。また、『デカレンジャー』のテレビシリーズから描写が重ねられていたセン / デカグリーンとウメコ / デカピンクの結婚が描かれる。ジャスミン / デカイエローも『10 YEARS AFTER』で結婚していることが語られており、戦隊女性メンバーが全員既婚者となるのはシリーズで初めてである。坂本は、ギャバンとデカレンジャーを同格に描くため、クライマックスはスーパー戦隊VSシリーズのように共闘するのではなく、それぞれ個別に戦うという展開とした。

### スタッフ（ギャバンVSデカレンジャー）
- 原作 - 八手三郎
- プロデューサー - 中野剛（東映ビデオ）、塚田英明（東映）、矢田晃一（東映エージェンシー）
- 脚本 - 荒川稔久
- 音楽 - 渡辺宙明[4]、亀山耕一郎
- 制作 - 東映ビデオ、バンダイ、東映エージエンシー、日本コロムビア、東映
- 監督・アクション監督 - 坂本浩一

### キャスト（ギャバンVSデカレンジャー）
エンドクレジットでは役名の記載は変身前などのみ。
- 十文字撃 - 石垣佑磨
- 赤座伴番 - さいねい龍二
- 戸増宝児 - 林剛史
- 江成仙一 - 伊藤陽佑
- 日渡茉莉花 - 木下あゆ美
- 胡堂小梅 - 菊地美香
- 姶良鉄幹 - 吉田友一
- シェリー - 森田涼花
- ラーズ - 崎本大海[5]
- 司祭、クローネンの声 - 関智一
- ポン・エミ - 西嶋美幸
- 受付嬢 - 吉川依吹
- 一条寺烈 - 大葉健二[4]
- 紅牙 - 原幹恵[4]
- ソフィ - 遊井亮子[4]
- 白鳥スワン - 石野真子[4]

### 声の出演（ギャバンVSデカレンジャー）
- ナレーター - 神谷浩史[4]
- ドギー・クルーガー - 稲田徹[4][注釈 3]
- 日渡氷狩 - 上村祐翔
- マッドギャラン - 春田純一[4]

### スーツアクター（ギャバンVSデカレンジャー）
- 大隈厚志
- 岩上弘数
- クローネン[29] - 坂井良平
- デカレッド[30]、デカブレイク[30] - 鈴木大樹
- 人見早苗
- 谷山尚未
- 日下秀昭
- 古屋貴士
- 小豆畑祐二
- 高嵜百花

### 音楽（ギャバンVSデカレンジャー）
主題歌「スペース スクワッド」
作詩：串田アキラ、YOFFY / 作曲：渡辺宙明 / 編曲：Project.R（渡辺宙明、亀山耕一郎） / 歌：激突兄弟（串田アキラ、YOFFY）
歌唱を担当する激突兄弟は、『ギャバン』の主題歌を担当した串田と『デカレンジャー』の主題歌を担当したサイキックラバーのYOFFYからなるユニットである。
挿入歌
「宇宙刑事ギャバン -Type G-」
作詩：山川啓介 / 作曲：渡辺宙明 / 編曲：和田耕平 / 歌：串田アキラ
「特捜戦隊デカレンジャー 10 YEARS AFTERS」
作詩：吉元由美 / 作曲：宮﨑歩 / 編曲：京田誠一 / 歌：サイキックラバー
「SWAT ON デカレンジャー 10 YEARS AFTERS バージョン」
作詩：桑原永江 / 作曲：YOFFY / 編曲：サイキックラバー、大石憲一郎 / 歌：サイキックラバー
「星空のメッセージ（2014ニュー・ミックス）」
作詩：山川啓介 / 作曲：渡辺宙明 / 編曲：馬飼野康二 / 歌：串田アキラ

## 『ガールズ・イン・トラブル スペース・スクワッド EPISODE ZERO』
2017年8月9日発売。シリーズ第2弾で、『ギャバンVSデカレンジャー』の前日談。本編時間55分。『特捜戦隊デカレンジャー』と『宇宙刑事ギャバン THE MOVIE』、『宇宙刑事 NEXT GENERATION』の女性キャラクターが中心となっており、男性キャストは登場しない。撮影は『ギャバンVSデカレンジャー』と並行して行われた。

### スタッフ（ガールズ・イン・トラブル）
- 原作 - 八手三郎
- プロデューサー - 中野剛（東映ビデオ）、塚田英明（東映）、矢田晃一（東映エージェンシー）
- 脚本 - 荒川稔久
- 音楽 - 渡辺宙明、亀山耕一郎
- 制作 - 東映ビデオ、バンダイ、東映エージエンシー、日本コロムビア、東映
- 監督・アクション監督 - 坂本浩一

### キャスト（ガールズ・イン・トラブル）
- 日渡茉莉花 - 木下あゆ美
- 胡堂小梅 - 菊地美香
- シェリー - 森田涼花
- シシー - 桃瀬美咲
- タミー - 川本まゆ
- マキ - 佃井皆美[5]
- ビビアン - 人見早苗[5]
- 青山めぐ
- 西條瑠美
- 平塚千瑛
- 芹玲那
- 紅牙 - 原幹恵
- ソフィ - 遊井亮子

### 声の出演（ガールズ・イン・トラブル）
- ナレーター - 神谷浩史
- バーディー - 金月真美
- ヘルバイラ - 富沢美智恵
- ドギー・クルーガー - 稲田徹
- マッドギャラン - 春田純一

### スーツアクター（ガールズ・イン・トラブル）
- 人見早苗
- 谷山尚未
- 野川瑞穂
- ヘルバイラ[34] - 高嵜百花
- 日下秀昭
- 山口仁美
- 岩上弘数
- 大隈厚志

### 音楽（ガールズ・イン・トラブル）
主題歌「ガールズ セイ ハレルヤ!」
作詩：藤林聖子 / 作編曲：YOFFY / 歌：ガールズ・スクワッド（木下あゆ美、菊地美香、森田涼花、桃瀬美咲、川本まゆ）
挿入歌「girls in trouble! DEKARANGER」
作詩：藤林聖子 / 作曲：ゆうまお / 編曲：西端幸彦 / 歌：ジャスミン&ウメコ with デカレンボーイズ（バン・ホージー・センちゃん）

## 『宇宙戦隊キュウレンジャーVSスペース・スクワッド』
2018年6月30日劇場公開。同年8月8日BD/DVD発売。東映ビデオが2018年に立ち上げたVシネマレーベル「Vシネクスト」の第1弾。スーパー戦隊シリーズの『宇宙戦隊キュウレンジャー』がメインとなっており、同作品の最終話から4年後を舞台に、キュウレンジャー同士の対立が描かれる。本編時間は65分。
スペース・スクワッドからは撃（ギャバンtype-G）と、舟（シャイダー）に加え、新たなジライヤ＝天城闘真が初登場。敵勢力では宇宙忍デモスト、メレ、十臓、バスコ、エスケイプなど、過去のメタルヒーローシリーズやスーパー戦隊シリーズに登場した敵キャラクターが登場する。また、広瀬仁美、高山侑子、出合正幸ら過去の東映特撮出演者もゲスト出演している。
撃がゲスト登場した『キュウレンジャー』Space.18も踏まえた内容となっており、回想シーンとして同話の映像が用いられているほか、セリフなども踏襲している。
制作経緯
本作品は、現行の戦隊と過去の戦隊の共演を描くスーパー戦隊VSシリーズと最終回後の後日談を描く帰ってきたシリーズを一本化した作品として企画された。監督の坂本浩一はVシネマ『宇宙戦隊キュウレンジャー Episode of スティンガー』の後に東映プロデューサーの望月卓から『キュウレンジャー』への参加を打診されていたが、その時点では「VSシリーズ」か「帰ってきたシリーズ」を担当するという話だったと証言している。プロデューサーの望月は、「坂本浩一＝アクション」というイメージを崩したかったため、坂本がアクションだけではないというのを視聴者に改めて感じてほしいと思ったことから、激しいアクションは山場に凝縮して、そこに向けてのドラマを盛り上げていくものとなった。
例年通りの新戦隊VS旧戦隊（『動物戦隊ジュウオウジャー』）とのVS作品は、キャストのスケジュールや諸事情で別に企画することになったことから、作品内容は新たなVSシリーズの方向性として、『キュウレンジャー』単体の企画として『キュウレンジャー』本編では描かれなかった「ラッキーVSツルギ」というキュウレンジャー同士の対立と、過去の戦隊に登場したヴィランの復活を軸として立ち上げられたが、「戦隊VS戦隊」という構図が発売時点での現行作品『快盗戦隊ルパンレンジャーVS警察戦隊パトレンジャー』と内容が重複することや、新ブランドとしての話題性が必要だったことから、「東映版アベンジャーズ」とも言えるスペース・スクワッドの要素が加えられた。この段階でヴィランズの要素を外すことも検討されたが、坂本の要望によって残されることとなった。
前述のように続編展開を考慮した結果、キュウレンジャーとスペース・スクワッドの対立という画ではなく、当初から構想していたキュウレンジャー同士の対立に、スペース・スクワッドが介入するくらいのバランスがいいと思い、『キュウレンジャー』Space.18とは逆にスペース・スクワッドがキュウレンジャーの宇宙に来る話ということとなった。本作品は「未来を描く話」にしたかったため、過去との因縁が強いキャラが多いキュウレンジャーの中で、年齢が若く、これからどう生きるかという立場で、『キュウレンジャー』のメイン視聴者であった子供たちと目線が近いキャラクターであるハミィを中心に置くものとなった。
『フィギュア王』での白倉伸一郎のインタビューによれば、以前のような映画として制作しなくなったのは宣伝部門がオーバーキャパシティになっているとのことである。

### スタッフ（キュウレンジャーVSスペース・スクワッド）
- 原作 - 八手三郎
- 脚本 - 毛利亘宏
- 音楽 - 山下康介
- 監督・アクション監督 - 坂本浩一

### キャスト（キュウレンジャーVSスペース・スクワッド）
- ラッキー / シシレッド - 岐洲匠
- スティンガー / サソリオレンジ - 岸洋佑
- ナーガ・レイ / ヘビツカイシルバー - 山崎大輝
- ハミィ / カメレオングリーン - 大久保桜子
- スパーダ / カジキイエロー - 榊原徹士
- 佐久間小太郎 / コグマスカイブルー - 田口翔大
- 鳳ツルギ / ホウオウソルジャー - 南圭介
- 烏丸舟 / 宇宙刑事シャイダー - 岩永洋昭
- ロイ - 出合正幸[41]
- 鳴瀬キミコ - 高山侑子[41]
- ルカ・ミルフィ - 市道真央[注釈 5]『海賊戦隊ゴーカイジャー』
- 鶴菊 - 広瀬仁美[41]
- アナウンサー - 宮島咲良
- ポン・エミ - 幸
- メレ - 平田裕香[42]『獣拳戦隊ゲキレンジャー』
- 腑破十臓 - 唐橋充[42]『侍戦隊シンケンジャー』
- バスコ・タ・ジョロキア - 細貝圭[42]『海賊戦隊ゴーカイジャー』
- エスケイプ - 水崎綾女[42]『特命戦隊ゴーバスターズ』
- 十文字撃 / 宇宙刑事ギャバンtypeG - 石垣佑磨

### 声の出演（キュウレンジャーVSスペース・スクワッド）
- ガル / オオカミブルー - 中井和哉
- バランス / テンビンゴールド - 小野友樹
- チャンプ / オウシブラック - 大塚明夫[注釈 5]
- ラプター283 / ワシピンク - M・A・O[注釈 5]
- ショウ・ロンポー / ナレーション - 神谷浩史[注釈 5]
- デモスト - 日野聡[42]
- ジライヤ - 赤羽根健治

### スーツアクター（キュウレンジャーVSスペース・スクワッド）
- チャンプ[44] - 岡元次郎
- 矢部敬三
- カジキイエロー[45] - 草野伸介
- 石井靖見
- 村岡弘之
- 上平田結花
- 小森拓真
- 鈴木大樹
- 宇宙忍デモスト[46] - 中山甲斐
- 大隈厚志
- 渡辺智隆
- 岩崎香奈
- 山口真弥
- 古屋貴士
- ホウオウソルジャー[47] - 原隆太
- 白濱孝次
- 下川真矢
- 金山拓矢
- 高嵜百花
- 霜田元
- 佐伯啓
- 稲野純也
- 小豆畑祐二
- 山口拓巳
- 小山慎弥
- 本田光騎
- 安川桃香
- 武田将輝
- 和田崎愛

### 音楽（キュウレンジャーVSスペース・スクワッド）
本作品では『ギャバン』および『キュウレンジャー』の主題歌は一切挿入歌として使用されていない。
主題歌「また君に会いたい」
作詩：藤林聖子 / 作曲：横田昭 / 歌：キュウレンジャー with Project.R（岐洲匠、岸洋佑、山崎大輝、大久保桜子、榊原徹士、田口翔大、南圭介、幡野智宏、松原剛志）
挿入歌「セイ・ザ・キュウレンジャー〜宇宙をとりもどせ!」
作詞・作曲：YOFFY / 編曲：大石憲一郎 (Project.R) / 歌：サイキックラバー (Project.R)

## 本作品オリジナルの登場人物

### 宇宙警察/銀河連邦警察
ソフィ長官
- 登場作品：『ギャバンVSデカレンジャー』、『ガールズ・イン・トラブル』

新任の銀河連邦警察長官。若手時代はギャバンに師事していた。厳格な性格だが、時折茶目っ気に溢れた言動も見せる。
『ガールズ・イン・トラブル』ではヘルバイラ護送中に警護が全滅したために監獄内でひとりで孤立している。『ギャバンVSデカレンジャー』では密かにスペース・スクワッド結成を計画しており、バンの推薦で撃が単独でデカレンジャーたちと接触して協力するよう仕向けて、キャプテンにふさわしいかの試験をしていた。

バーディ刑事部長
- 登場作品：『ガールズ・イン・トラブル』

銀河連邦警察刑事部長。一見すると『宇宙刑事 NEXT GENERATION』に登場したホラーガールを思わせるが、実際は『デカレンジャー』に登場したヌマ・Oと同じ鳥形宇宙人のホルス星人。
明るい場所が苦手なため、自分のいる区画は常に薄暗くしてある。さらに緊迫するとまるで笑っているかのように神経反射で出る鳴き声が不気味なため、薄暗い部屋で鳴いた時はさらに不気味さを倍増させてしまっている（シシー曰く、しゃっくりのようなものとのこと）。シシーには「鳥形宇宙人なのに鳥目じゃないんだ」とツッコまれている。
かつてドギーとコンビを組んでいたこともあるらしく、今回の任務のためにジャスミンとウメコを紹介されている。

マキ
- 登場作品：『ガールズ・イン・トラブル』

ネオクリン星を担当する宇宙刑事。ジャスミンたちと共に留置場に囚われていた。

ビビアン
- 登場作品：『ガールズ・イン・トラブル』

ジャスミンの隣室に囚われていた宇宙刑事。

#### スペース・スクワッド
全銀河の広範囲な連携を前提とした特別チーム。幻魔空界の勢力拡大に対して、銀河連邦警察が水面下で選抜を進めていた。候補者として歴代のスーパー戦隊とメタルヒーローの一部が映し出されている。紹介されたのは以下のメンバー、いずれも警察の範囲を超えた宇宙や次元、警察に関係する者たちである。
『ギャバンVSデカレンジャー』の終盤で撃が隊長に任命された。
メンバー候補
| メンバー候補                                                                   | 原典                         | 候補として紹介された作品                                                | 備考・出典        |
| ------------------------------------------------------------------------------ | ---------------------------- | ----------------------------------------------------------------------- | ----------------- |
| シャリバン                                                                     | 『宇宙刑事シャリバン』       | 『ギャバンVSデカレンジャー』 『キュウレンジャーVSスペース・スクワッド』 | [ 49 ]            |
| シャイダー                                                                     | 『宇宙刑事シャイダー』       | 『ギャバンVSデカレンジャー』 『キュウレンジャーVSスペース・スクワッド』 | [ 49 ] [ 注釈 6 ] |
| ジャスピオン                                                                   | 『巨獣特捜ジャスピオン』     | 『ギャバンVSデカレンジャー』 『キュウレンジャーVSスペース・スクワッド』 | [ 49 ]            |
| ジライヤ                                                                       | 『世界忍者戦ジライヤ』       | 『ギャバンVSデカレンジャー』 『キュウレンジャーVSスペース・スクワッド』 | [ 49 ] [ 注釈 7 ] |
| ジバン                                                                         | 『機動刑事ジバン』           | 『ギャバンVSデカレンジャー』 『キュウレンジャーVSスペース・スクワッド』 | [ 49 ]            |
| ファイヤー                                                                     | 『特警ウインスペクター』     | 『キュウレンジャーVSスペース・スクワッド』                              | [ 49 ] [ 19 ]     |
| ドラフトレッダー                                                               | 『特捜エクシードラフト』     | 『ギャバンVSデカレンジャー』 『キュウレンジャーVSスペース・スクワッド』 | [ 49 ] [ 19 ]     |
| ジャンパーソン                                                                 | 『特捜ロボ ジャンパーソン』  | 『ギャバンVSデカレンジャー』 『キュウレンジャーVSスペース・スクワッド』 | [ 49 ]            |
| ショウ                                                                         | 『ブルースワット』           | 『ギャバンVSデカレンジャー』 『キュウレンジャーVSスペース・スクワッド』 | [ 49 ]            |
| ブルービート                                                                   | 『重甲ビーファイター』       | 『ギャバンVSデカレンジャー』 『キュウレンジャーVSスペース・スクワッド』 | [ 49 ]            |
| ビーファイターカブト                                                           | 『ビーファイターカブト』     | 『ギャバンVSデカレンジャー』 『キュウレンジャーVSスペース・スクワッド』 | [ 49 ]            |
| デンジグリーン デンジブルー                                                    | 『電子戦隊デンジマン』       | 『ギャバンVSデカレンジャー』                                            | [ 49 ]            |
| イエローフラッシュ ピンクフラッシュ                                            | 『超新星フラッシュマン』     | 『ギャバンVSデカレンジャー』                                            | [ 49 ]            |
| ファイブレッド ファイブブルー ファイブブラック ファイブピンク ファイブイエロー | 『地球戦隊ファイブマン』     | 『ギャバンVSデカレンジャー』                                            | [ 49 ]            |
| メガシルバー メガレッド                                                        | 『電磁戦隊メガレンジャー』   | 『ギャバンVSデカレンジャー』                                            | [ 49 ]            |
| ギンガレッド 黒騎士                                                            | 『星獣戦隊ギンガマン』       | 『ギャバンVSデカレンジャー』                                            | [ 49 ]            |
| デカレッド デカブルー デカグリーン デカイエロー デカピンク                     | 『特捜戦隊デカレンジャー』   | 『キュウレンジャーVSスペース・スクワッド』                              |                   |
| シシレッド/ラッキー                                                            | 『宇宙戦隊キュウレンジャー』 | 『キュウレンジャーVSスペース・スクワッド』                              | [ 注釈 8 ]        |

天城 闘真（） / ジライヤ（第2装着）
- 登場作品：『キュウレンジャーVSスペース・スクワッド』

撃の要請によりスペース・スクワッドに合流した戸隠流三十六代宗家。

### 邪教団・幻魔空界
謎の存在フメインを教祖と崇める宗教団体。読みは「じゃきょうだん・げんまくうかい」。12の犯罪組織を配下に従え、十二使徒と呼ばれる幹部が各組織を率いている。
- 紋章は、十二使徒の要素からH・R・ギーガーのエイリアンの6本指の手を手首をくっ付けて掌を開いた状態でまとめており、先に血が紋章の溝に溜まっていく演出プランもあったため、それも考慮した形となった[51]。

紅牙（）
- 登場作品：『ギャバンVSデカレンジャー』、『ガールズ・イン・トラブル』

元宇宙刑事である宇宙くノ一で、教祖直属の諜報員でもある。非常に高い戦闘力を持ち、強い敵との戦いを望んでいる。再生忍法を習得しており、手首が切り離されても再度一体化することが可能。また、相手の戦闘力を測定出来る目を持っており、強い相手を選んで戦う。逆に無抵抗な相手をいたぶる卑劣な手腕は好まない。
『ガールズ・イン・トラブル』では監獄内に閉じ込められたソフィの抹殺に現れるが救出に来たジャスミンたちと対峙する。『ギャバンVSデカレンジャー』では、ラーズの秘書として身を隠しながらサタンゴース完成のために密かに暗躍しており、マッドギャランが倒された後はクールギンの元へと向かった。
- オリジナルは『世界忍者戦ジライヤ』の登場キャラクター。脚本初期稿では単に宇宙くノ一という設定であったが、マッドギャランが登場することからこちらもメタルヒーローシリーズに絡めたキャラクターとなった。そのため、宇宙くノ一としてデザインされ、紅牙であることは最後に決まったことから、『ジライヤ』とは異なり、目元を仮面で隠していない。キャラクターモデルの案には宇宙忍デモストも挙がっていた。

バーグ星人クローネン
- 登場作品：『ギャバンVSデカレンジャー』

マッドギャランと行動を共にする傭兵で、88の惑星で大量ライフル殺人を犯した罪により、アリエナイザーとして指名手配されている。薬指と小指で弾倉を握ることで右腕をライフルに変形でき、通常弾やバイオ弾「宇宙ヒル」を発射する。
最期はバンのジャッジメントを受け、スワッドモードのデカレンジャーのストライクアウトでデリートされた。
- 名前は映画監督のデヴィッド・クローネンバーグに由来する。デザイン案では、クローネンバーグの監督作品『裸のランチ』に登場する怪物をモデルとしたものもあった。
- 演じた関智一は、同作での結婚式の司祭役として顔出し出演もしている。

サタンゴース
- 登場作品：『ギャバンVSデカレンジャー』

マッドギャランが建造している大量殺戮兵器である巨大ロボット。起動させるためには、ある特殊な能力を持った人間の血液が必要である。
不完全な状態で起動し、最後はデカレッドのギガマグナムシューティングフォーメーションで破壊された。
- オリジナルは『巨獣特捜ジャスピオン』の登場キャラクター。企画段階から登場を想定してイラストが描かれていたが、究極兵器の内容を検討する中でサタンゴースが選ばれた。脱皮前に酷似した状態となっている。頭部は再生途中のサタンゴースゾンビというイメージで描いたが、胴体には一切触れていない。

#### 十二使徒
邪教団・幻魔空界の12人の幹部。各組織を束ねる立場にもある。
- 十二使徒のメンバーは、仮の状態ではあるが、メタルヒーローシリーズの幹部たちから、すでに12人リストアップされている[19]。

マッドギャラン
- 登場作品：『ギャバンVSデカレンジャー』

ラーズがマスカーブレイドを用いて変身した姿。ジャスピオンに敗れた元祖マッドギャランの残留思念を用いて変身するため、変身すると声がかつてのマッドギャランと同じ声に変わる。さらに剣の腕もマッドギャランと同じ域までに達するため、デカマスターとデカブレイクを同時に相手しても圧倒する力を持ち、ギャバンtypeGのレーザーブレードを叩き折った。稲妻のような形状の剣からマッド・ギャラクティックという必殺技を繰り出す。
- オリジナルは『巨獣特捜ジャスピオン』の登場キャラクター。デザインはオリジナルを踏襲しており、区別のために黄色のラインを描いた点と脛や腿のアーマーを後ろまで覆う形状にした点が異なる。マスクは、レインボー造型企画に残っていたオリジナルのものを使用している。目の発光は合成で処理している。

ラーズ
- 登場作品：『ギャバンVSデカレンジャー』、『ガールズ・イン・トラブル』

十二使徒の1人。少し気が弱いスマイル&ジェントルネス社の社長。会社はマリーズパンツという宇宙おむつが好評で急成長している一方で裏では悪事が行われているという噂があるが、紅牙に脅されて協力を強いられていた。
その正体はマッドギャラン本人で、表向きは友好的な人物として身を隠してデカレンジャーを欺き、裏ではひそかに大量殺戮兵器の建造計画を進めていた。「痛めつける時は徹底的に、完膚なきまでにやり続ける」という残忍な哲学を持ち、誘拐したシェリーを高笑いをしながら徹底的に痛め付けている。最期はギャバンtypeGに敗れて変身が解け、逃走。サタンゴースの起動に狂気の高笑いを上げたところをそのままその右手に押し潰され、死亡。

ヘルバイラ
- 登場作品：『ガールズ・イン・トラブル』

十二使徒の1人。復讐代行業者ネメシス・アベンジャーズの社長が変身した姿。フェロモンを出して相手を発狂させたりマインドコントロールさせるほか、怪力からくり出す爪と口からの触手で殺戮を繰り返す怪物で、ウメコ曰く「社長業をこなせない」と思うほど理性を持たないと思われていたが、実際は理性を取り戻す理性周期があり、バード星の月が重なり合う時に押し込められていた理性を取り戻すことが出来、その際は普通に喋ることが出来る。
しかし、その理性周期が徒となってジャスミンたちのミラージュディメンションを見破ることが出来ず、最期はジャスミンとウメコによってデリートされた。
- オリジナルは『時空戦士スピルバン』の登場キャラクター。怪物化するという設定から、デザインはバイオ的な要素を足して生物的なものにアレンジされた。

クールギン
十二使徒の1人で、名前のみ登場。『ギャバンVSデカレンジャー』の終盤で暗躍中であることが語られている。
- オリジナルは『超人機メタルダー』の登場キャラクター。

宇宙忍デモスト
- 登場作品：『キュウレンジャーVSスペース・スクワッド』、『ヒーローママ☆リーグ』

十二使徒の1人で、幻魔空界の配下にある12組織のひとつ宇宙忍者暗黒団の首領。愛刀の暗黒剣が武器で、サンダーボルトを放つ雷撃や自身のホログラムを実体化させる影分身など違法の宇宙暗黒忍法でキュウレンジャーの宇宙に逃亡し、その宇宙を牛耳ろうとしている。頭部は忍法によってUFOのように分離し、胴体部で敵を襲う波状攻撃を得意とする。
- オリジナルは『世界忍者戦ジライヤ』の登場キャラクター。
ハミィを軸にするということから、忍者つながりで選ばれた。
撮影用スーツは新規造形。デザイン案ではオリジナルと形状が大きく異なるものも候補にあったが、最終的にオリジナルをディテールアップしたものが選ばれた。デザインを担当した野中剛は、オリジナルがシンプルなデザインであったためいじりがいがあったと述べている。頭部の電飾は現場判断によるもの。
- 監督の坂本浩一は、イメージソースとして『魔界転生』の天草四郎を挙げている。

### 別の宇宙
『宇宙戦隊キュウレンジャー』の舞台となる宇宙。
ロイ
- 登場作品：『キュウレンジャーVSスペース・スクワッド』

大統領補佐官。ハミィ逮捕に対して強行な姿勢を取る立場をとっており、ツルギに対して手配や逮捕を進言している。
- プロデューサーの望月より特撮ファンも喜ぶキャスティングにしようと、出合正幸がキャスティングされた。出合は、坂本が担当したテレビドラマ『モブサイコ100』で、監督の坂本と、誇山を演じた岩永洋昭（『キュウレンジャーVSスペース・スクワッド』での烏丸舟役）との会話中、出合自ら打診があり出演となった。

鳴瀬キミコ
- 登場作品：『キュウレンジャーVSスペース・スクワッド』

大統領補佐官。ロイとは違いハミィ逮捕に対しては穏便に済ませようとしていた。
その正体は宇宙忍デモストであり、本物の鳴瀬を殺害したうえで成りすましていた。
- プロデューサーの望月より特撮ファンも喜ぶキャスティングにしようと、高山侑子がキャスティングされた。

鶴菊
- 登場作品：『キュウレンジャーVSスペース・スクワッド』

ハミィのカメレオン忍法の師匠。ジャークマターの侵攻の際に死んだと思われていたが生きていた。
- 同じ忍者モチーフの戦隊である『忍風戦隊ハリケンジャー』ではなく、キャリアの面で説得力のある『忍者戦隊カクレンジャー』の広瀬が出演することとなり、別宇宙の設定のため、鶴姫本人ではないものの、彼女を彷彿とさせるキャラクターとなった。

### ヴィランズ
- 登場作品：『キュウレンジャーVSスペース・スクワッド』

デモストの手でネオキュータマを触媒に彼の傀儡として復活した歴代スーパー戦隊の悪役たち。それぞれ戦闘員を率いる。
- 復活のイメージは、『魔界転生』の宮本武蔵たちをアイデア元としている[19]。
- 「死者の魂を蘇らせる」ということから、春のクロスオーバー映画などに登場する「復活怪人軍団」ということではなく、素面の悪役キャラクター軍勢をぶつけるものとなった[38]。メンバーは観客層が若いことを考慮して『忍風戦隊ハリケンジャー』以降の作品で死亡しているキャラクターとされ、その中から俳優の意向やスケジュールの都合がつくものから選定された[39]。この他の条件として、「顔出しキャストが演じた幹部[19]」「物語の設定的に一度死んでいる幹部[19]」「人気があり、過去にきっちりと倒されている[38]」「人間態があり、生き返らせても設定的に無理がなく、アクションが得意な動ける役者[63]」がある。
- エイプリルフール企画では、以下の4人に、復活させた宇宙忍デモストを加えて「スーパー戦隊ヴィランズ」とされていた[64]。

| メンバー               | 原典                       | 未練                   | 戦闘員     |
| ---------------------- | -------------------------- | ---------------------- | ---------- |
| メレ                   | 『獣拳戦隊ゲキレンジャー』 | 無し                   | リンシー   |
| 腑破十臓               | 『侍戦隊シンケンジャー』   | 強い者と斬り合いたい   | ナナシ連中 |
| バスコ・タ・ジョロキア | 『海賊戦隊ゴーカイジャー』 | 宇宙最大のお宝が欲しい | ゴーミン   |
| エスケイプ             | 『特命戦隊ゴーバスターズ』 | いいモノを探したい     | バグラー   |

### その他
ニタズミー星人イペット
- 登場作品：『ギャバンVSデカレンジャー』

連続吸血魔事件の容疑者としてデカブレイクに逮捕される。
- 名前は実写版『バンパイヤ』において水谷豊が演じた主人公トッペイに由来する。

スッパン星人パラパン
- 登場作品：『スペース・スクワッド ラジオドラマ デカレンジャー編』『スペース・スクワッド ラジオドラマ ギャバン編』

スッパン星の元王子で、頭の王冠とビームサーベルが武器。銀河連邦警察の超次元戦闘母艦のデータを盗み、グランドバースやバビロスの模造品を操る。ギャバンからレーザーブレードを奪った際には、「パラパンダイナミック」という技を放つ。東映特撮オタクで、先の超次元戦闘母艦の模造品の製造やレーザーブレードの強奪も、さらには、シェリーを利用したシンケンイエローの等身大フィギュア製造も、そういったことに起因している。ギャバンやデカレンジャーから逃げ伸びたことから、再登場の可能性も語られている。
- 演じたのは声優でラジオ『ラジレンジャー』メインMCの鈴村健一
鈴村は、ラジオドラマ内で、ウメコの妄想内の戸増宝児役も担当。妄想内の戸増宝児の役が固まりきれてないまま演じることになったことも明かしている。
鈴村は、本作品に関連する『宇宙刑事シャイダー NEXT GENERATION』にて不思議獣ピタピタ役で出演している。

不思議獣ヒョイヒョイ
- 登場作品：『スペース・スクワッド ラジオドラマ デカレンジャー編』『スペース・スクワッド ラジオドラマ ギャバン編』

パラパンの部下。身体から出す粘液は、それを受けた個体同士を引き離す効果を持つ。
- 演じたのは声優でラジオ『ラジレンジャー』メインMCの神谷浩史
神谷はラジオドラマのナレーションも担当。『ラジオドラマ デカレンジャー編』でのナレーションは、前半部分は『特捜戦隊デカレンジャー』のナレーションと同じであるため、『特捜戦隊デカレンジャー』でナレーションを担当した古川登志夫を意識して演じている。鈴村によると、神谷の声は昔から古川に似ているとも語られている。
神谷はヒョイヒョイ役とナレーションのほか、ウメコの妄想内のドギー・クルーガー役も担当。神谷は、妄想のドギーが、『宇宙戦隊キュウレンジャー』のショウ・ロンポーになってしまったことをラジオドラマ後に話している。『キュウレンジャーVSスペース・スクワッド』では、そのショウ・ロンポー役および顔出しで本シリーズに出演している。

## 本作品オリジナルの装備・戦力・用語
マスカーブレイド
- 登場作品：『ギャバンVSデカレンジャー』

マッドギャランの変身アイテム。マッドギャランのマスクと剣の柄が一体化しており、オリジナルのマッドギャランの怨念が凝縮されたメタルテックスーツを収納している。グリップを握り、顔の前に翳すことでプロテクターが発生し、鎧が装着された後、マスク部分の無い剣が残り、光の剣が伸びる。

ワイハー星
- 登場作品：『ギャバンVSデカレンジャー』『スペース・スクワッド ラジオドラマ デカレンジャー編』

センとウメコが結婚式を挙げた惑星。
『スペース・スクワッド ラジオドラマ デカレンジャー編』では、ワイハホエールを見てプロポーズをすると幸せになるという伝説も語られている。

サタンゴースゾーン
- 登場作品：『ギャバンVSデカレンジャー』

ブラックホールから発生する負のエネルギーで構成される超空間。マッドギャランはこの空間内にて戦いの際、優位に立てる。

ネオキュータマ
- 登場作品：『キュウレンジャーVSスペース・スクワッド』

リベリオンによって次世代のキュータマとして開発されたもの。プラネジュームの受け皿として環境・医療・エネルギーなどの問題を解決するためのものである。その4つが強奪されデモストの秘術天魔転生の力でそれぞれにスーパー戦隊の悪役たちの力が宿り、彼らを実体化した。　

ダカオ
- 登場作品：『キュウレンジャーVSスペース・スクワッド』

オウシ座系の惑星。ネオキュータマの保管庫や実験場が存在する。

ダクー
- 登場作品：『キュウレンジャーVSスペース・スクワッド』

ヘラクレス座系の惑星。チャンプがロボレスの999回目の防衛戦を行うため、ラッキーも訪れていた。

### 宇宙警察/銀河連邦警察の装備・戦力
マシンシェパード
- 登場作品：『ギャバンVSデカレンジャー』

地球署のパトカー。

クリーン光線
- 登場作品：『ギャバンVSデカレンジャー』

SPライセンスから発射される光線。服を綺麗にする。

ギャバンラブラブダイナミック
- 登場作品：『スペース・スクワッド ラジオドラマ デカレンジャー編』

レーザーブレードを持てなくなったギャバンが、シェリーとともに放った技。

レーザーブレードオリジン
- 登場作品：『ギャバンVSデカレンジャー』

初代ギャバンがかつて使用していたレーザーブレード。マクーとの戦いの中で折れたが、ジャスピオンの故郷であるエジン星で打ち直された。
- モデルは『宇宙刑事ギャバン』で撮影初期に使用されていたレーザーブレードであり、撮影時に折れたため異なるデザインで作り直されたものが以後使用されていた。『ギャバン』劇中では形状の変更についての説明はなく、本作品で新たに設定された。オリジナルのデザイン画や単体でのスチールは現存しておらず、造型を担当したレインボー造型企画への取材や画像からの類推で再現された。

ギャバン・コズミック・ダイナミック
- 登場作品：『ギャバンVSデカレンジャー』

ギャバンtypeGの新たな必殺技。ジャスピオンの必殺技「コズミックハーレー」と、ギャバンtypeGの「ギャバン・ハイパーダイナミック」を組み合わせた技で、コズミックハーレーのようにXの字型に切り裂き、続けてギャバン・ハイパーダイナミックのように十字にして剣撃を飛ばして攻撃する。

ギガマグナムシューティングフォーメーション
- 登場作品：『ギャバンVSデカレンジャー』

対サタンゴース用にとバンがソフィから貰い受けた新装備。シャイダーのシューティング・フォーメーション同様、デカウイングキャノンによる砲撃をハイブリッドマグナムを構えたファイヤースクワッド・デカレッドと連動させて放つ。なお、ギャバンtype-Gからは「聞いてないよ！シャイダーの持ちネタのパクリ!?」と言われていた。

ツインカムエンジェル・ウルトラスーパーデラックスフラッシュ
- 登場作品：『ガールズ・イン・トラブル』

ディーショットによる同時射撃。発動後、ジャスミンはウメコに技名が長いと指摘した。

## 映像ソフト化
劇場先行販売版
- スペース・スクワッド ギャバンVSデカレンジャー Blu-ray劇場先行販売版（1枚組、2017年6月17日に上映劇場限定・数量限定で発売）
  - 映像特典
    - PR集

  - 音声特典
    - オーディオコメンタリー（石垣佑磨×さいねい龍二×林剛史×伊藤陽佑×吉田友一×監督・アクション監督：坂本浩一）

  - 封入特典
    - ポストカード

- ガールズ・イン・トラブル スペース・スクワッド EPISODE ZERO Blu-ray劇場先行販売版（1枚組、2017年6月17日に上映劇場限定・数量限定で発売）
  - 映像特典
    - PR集

  - 音声特典
    - オーディオコメンタリー（木下あゆ美×菊地美香×森田涼花×桃瀬美咲×川本まゆ×監督・アクション監督：坂本浩一）

  - 封入特典
    - ポストカード

- 宇宙戦隊キュウレンジャーVSスペース・スクワッド 【Blu-ray+DVD】劇場先行販売版（2枚組、2018年6月30日に上映劇場限定・数量限定で発売）
  - ディスク1：本編DVD
  - ディスク2：本編Blu-ray
    - 映像特典（ディスク1、ディスク2共通）
      - メイキング
      - PR集
      - リベリオンデータファイル
      - ポスタービジュアル

    - 音声特典（Blu-rayのみ）
      - オーディオコメンタリー（岐洲匠×岸洋佑×山崎大輝×大久保桜子×榊原徹士×田口翔大×南圭介）

  - 封入特典
    - ポストカード3枚（K-SuKe描き下ろしイラスト2枚＋ポスタービジュアル1枚）

単品版
- スペース・スクワッド ギャバンVSデカレンジャー DVD（1枚組、2017年7月19日発売）
  - 映像特典
    - PR集

- ガールズ・イン・トラブル スペース・スクワッド EPISODE ZERO DVD（1枚組、2017年8月9日発売）
  - 映像特典
    - PR集

- 宇宙戦隊キュウレンジャーVSスペース・スクワッド 通常版（1枚組、2018年8月8日発売）
  - 映像特典
    - メイキング
    - PR集
    - リベリオンデータファイル
    - ポスタービジュアル

  - 音声特典（Blu-rayのみ）
    - オーディオコメンタリー（岐洲匠×岸洋佑×山崎大輝×大久保桜子×榊原徹士×田口翔大×南圭介）

セット販売版
- スペース・スクワッド ギャバンVSデカレンジャー&ガールズ・イン・トラブル コレクターズパック（3枚組、2017年7月19日発売）
  - ディスク1：『スペース・スクワッド ギャバンVSデカレンジャー』本編Blu-ray
    - 映像特典
      - PR集

    - 音声特典
      - オーディオコメンタリー（石垣佑磨×さいねい龍二×林剛史×伊藤陽佑×吉田友一×監督・アクション監督：坂本浩一）

  - ディスク2：『ガールズ・イン・トラブル スペース・スクワッド EPISODE ZERO』本編Blu-ray
    - 映像特典
      - PR集

    - 音声特典
      - オーディオコメンタリー（木下あゆ美×菊地美香×森田涼花×桃瀬美咲×川本まゆ×監督・アクション監督：坂本浩一）

  - ディスク3：特典Blu-ray
    - 「スペース・スクワッド ギャバンVSデカレンジャー」メイキング
    - 「ガールズ・イン・トラブル スペース・スクワッド EPISODE ZERO」メイキング
    - レーザーブレードオリジンPV
    - デザインギャラリー
    - ポスターギャラリー

  - 初回限定特典
    - 特製スリーブケース

- スペース・スクワッド ギャバンVSデカレンジャー&ガールズ・イン・トラブル レーザーブレードオリジン版（3枚組、2017年7月19日発売・初回限定生産）
  - セット内容
    - 『スペース・スクワッド ギャバンVSデカレンジャー』本編Blu-ray（劇場先行販売版、コレクターズパックと共通）
    - 『ガールズ・イン・トラブル スペース・スクワッド EPISODE ZERO』本編Blu-ray（劇場先行販売版、コレクターズパックと共通）
    - 特典Blu-ray（コレクターズパックと共通）
    - TAMASHII Lab レーザーブレードオリジン
    - ブックレット（20P）
    - 特製アウターケース付きデジパック仕様

- 宇宙戦隊キュウレンジャーVSスペース・スクワッド 超全集版（1枚組、2018年8月8日発売・初回限定生産）
  - セット内容
    - 宇宙戦隊キュウレンジャーVSスペース・スクワッド（通常版と共通）
    - 宇宙戦隊キュウレンジャー超全集

## 映像作品以外の展開

### ラジオドラマ
文化放送のラジオ番組『東映公認 鈴村健一・神谷浩史の仮面ラジレンジャー』とのコラボレーション企画としてラジオドラマが2017年5月12日から6月16日に放送。全6話。
ストーリーは『ギャバンVSデカレンジャー』と『ガールズ・イン・トラブル』の前日談となり、『デカレンジャー編』と『ギャバン編』の2編からなる。脚本は両作品と同じく荒川稔久が担当。両作品キャストのほか、番組パーソナリティの鈴村健一と神谷浩史も出演する。
| 放送日          | サブタイトル           | 出典        | 備考        |
| --------------- | ---------------------- | ----------- | ----------- |
| 2017年 05月12日 | デカレンジャー編 第1話 | [ 出典 7 ]  | [ 注釈 15 ] |
| 05月19日        | デカレンジャー編 第2話 | [ 出典 8 ]  |             |
| 05月26日        | デカレンジャー編 第3話 | [ 出典 9 ]  |             |
| 06月02日        | ギャバン編 第1話       | [ 出典 10 ] | [ 注釈 16 ] |
| 06月09日        | ギャバン編 第2話       | [ 出典 11 ] |             |
| 06月16日        | ギャバン編 第3話       | [ 出典 12 ] |             |

### エイプリルフール企画
『宇宙戦隊キュウレンジャーVSスペース・スクワッド』に、『獣拳戦隊ゲキレンジャー』のメレ（演：平田裕香）、『侍戦隊シンケンジャー』の腑破十臓（演：唐橋充）、『海賊戦隊ゴーカイジャー』のバスコ・タ・ジョロキア（演：細貝圭）、『特命戦隊ゴーバスターズ』のエスケイプ（演：水崎綾女）が登場することから、そこに宇宙忍デモスト（声：日野聡）を加えたメンバーで結成される暗黒のスーパー戦隊を主人公とした新番組『スーパー戦隊ヴィランズ』を2099年4月1日より放送開始する、という内容である。

## 関連作品
『宇宙戦隊キュウレンジャー』
『ギャバンVSデカレンジャー』の公開記念として、Space.18「緊急出動！スペースヒーロー！」にて、宇宙刑事シリーズから撃、『デカレンジャー』からバン、セン、ウメコ、ドギーの4人が登場している。
- 同作品とのコラボは撃役の石垣佑磨からの提案によるもので、同作品プロデューサーの望月卓は石垣が出演した『特命戦隊ゴーバスターズ』や『仮面ライダー×スーパー戦隊×宇宙刑事 スーパーヒーロー大戦Z』にも参加していたことからこれを快諾した。

『ヒーローママ☆リーグ』
2018年5月13日から東映特撮ファンクラブにて配信が開始された特撮ネットドラマ。『宇宙戦隊キュウレンジャーVSスペース・スクワッド』に先駆けて宇宙忍デモストが登場するなど、同作の前日譚としての要素も盛り込まれている。